# .ad
.ad – krajowa domena internetowa najwyższego poziomu przypisana dla stron internetowych z Księstwa Andory, aktywna od 1 września 1996 roku i administrowana przez Servei de Telecommunications d'Andorra.

## Użytkowanie
Rejestracja stron w domenie .ad jest możliwa w dwóch wypadkach:
- rejestracja strony o identycznej nazwie jak słowny znak towarowy zarejestrowany na terytorium Andory,
- rejestracja strony o identycznej nazwie jak nazwa firmy zarejestrowanej na terytorium Andory przez obywatela Andory lub rezydenta zamieszkującego ten kraj od ponad 20 lat.

Do celów niekomercyjnych (dla osób prywatnych) została utworzona domena .nom.ad.